# 拉克鲁瓦曼戈
拉克鲁瓦曼戈（La Croix Maingot）是加勒比海岛国圣卢西亚西部的一个内陆村庄，行政上由卡斯特里区管辖，位于马里戈特和巴尔丹尼斯之间。